# Europastraße 251
Die Europastraße 251 (E 251) verbindet Sassnitz auf der Insel Rügen über die E 22 mit den Europastraßen E 26, E 30, E 51 und E 55 über den Berliner Ring.

## Streckenführung
Die Europastraße E 251 ist eine Europastraße der Kategorie B. Sie ist eine Verbindung zwischen der nächsten nördlich höherrangig verlaufenden Europastraße die auf null endet, der E 20, die erste zur nächsten westlich höherrangig verlaufenden E 55 und ist die 1. Nebenstrecke. Allerdings beginnt sie erst in Sassnitz. Genauer gesagt am Fährhafen Sassnitz, wo sie gemeinsam mit der E 22 über die zweistreifig ausgebaute B 96b weiter über die B 96 vorbei an Bergen auf Rügen über die dreistreifig ausgebaute sowie mit Wechselfahrstreifen versehene Rügenbrücke führt. Danach ist sie als Kraftfahrstraße bis zur Autobahnanschlussstelle Stralsund auf die A 20 ausgebaut. Hier trennt sie sich von der E 22, die Richtung Westen weiterführt. Die E 251 führt auf der A 20 Richtung Osten bis zur Autobahnanschlussstelle Neubrandenburg Ost, von dort über die B 197, die B 104 bis ins Zentrum von Neubrandenburg auf den Friedrich-Engels-Ring. Von dort verläuft sie auf der zweistreifig ausgebauten B 96 vorbei an Neustrelitz, durch Fürstenberg/Havel, durch Gransee, Löwenberg und Teschendorf bis zu einem vierstreifigen, etwa 1 km langen Abschnitt vor Nassenheide. Hinter Nassenheide ist sie wieder als Kraftfahrstraße ausgeführt und endet dann am Autobahndreieck Kreuz Oranienburg.

## Planung
Im Bundesverkehrswegeplan für das Land Mecklenburg-Vorpommern bis 2013 wurde ein vierstreifiger Neubau der E 251/B 96 als innerstädtische Ortsumgehung in Neubrandenburg von der B 104 im Osten bis zur B 96 im Süden als Vordringlicher Bedarf eingestuft. Als Neue Vorhaben sind der zweistreifige Weiterbau der innerstädtischen Ortsumgehung von der B 104 im Osten über die L 35 (ehem. B 96 Nordrichtung) zur B 104 im Westen und der Bau eines Autobahnzubringers zur Anschlussstelle Neubrandenburg Ost vorgesehen. Als Neue Vorhaben mit besonderem naturschutzfachlichen Planungsauftrag ist der vierstreifige Ausbau der Straße zwischen Neubrandenburg und Neustrelitz bis südlich von Neustrelitz geplant. Der Realisierungsstand lässt allerdings höchstens einen Baubeginn bis Ende 2013 zu. Im Bundesverkehrswegeplan für das Land Brandenburg sind zweistreifige Ortsumgehungen um Fürstenberg/Havel und Gransee vorgesehen sowie ein vierstreifiger Neubau von der B 167 bis Nassenheide, einschließlich der Ortsumgehung von Löwenberg und Teschendorf.